# Mattias Jonson
Mattias Jonson (ur. 16 stycznia 1974 w Kumli) – szwedzki piłkarz grający na pozycji środkowego pomocnika lub skrzydłowego.

## Kariera klubowa
Jonson jest wychowankiem klubu IFK Kumla, a następnie występował w Karslsunds IF. W 1992 przeszedł do Örebro SK. W 1993 w jego barwach zadebiutował w lidze szwedzkiej. Rok później, czyli w 1994, zdobył 14 bramek w lidze będąc najskuteczniejszym graczem drużyny i walnie przyczynił się do wywalczenia przez swój zespół wicemistrzostwa Szwecji. W 1996 przeszedł do ówczesnego wicemistrza kraju, Helsingborgs IF. W 1998 zajął 2. miejsce, a w 1999 miał duży udział w zdobyciu pierwszego od 59 lat mistrzostwa dla Helsingborga.
W zimowym oknie transferowym 2000 Jonson wyjechał na drugi brzeg cieśniny Sund i został zawodnikiem duńskiego Brøndby IF. Do klubu ściągnął go norweski szkoleniowiec Åge Hareide, który początkowo ustawiał Mattiasa w ataku, a w końcu zawodnik trafił na lewe skrzydło. Z kopenhaskim klubem w pierwszym sezonie gry został wicemistrzem Danii, a osiągnięcie to powtórzył rok później, w 2001. W sezonie 2001/2002 doprowadził Brøndby do krajowego prymatu, a w Pucharze UEFA w meczu z NK Varteks ustrzelił hat-tricka. W sezonie 2002/2003 Brøndby w lidze okazało się gorsze od FC København, ale zdobyło Puchar Danii. W sezonie 2003/2004 mistrzem znów został FCK, a Brøndby zakończyło rozgrywki na 2. pozycji.
Latem 2004 za około 850 tysięcy funtów Jonson przeszedł do beniaminka Premiership Norwich City. W lidze zadebiutował 14 sierpnia w zremisowanym 1:1 meczu z Crystal Palace F.C. W Anglii spisywał się jednak słabo jak cała drużyna. Nie zdobył żadnego gola i spadł z Norwich do Football League Championship. Latem 2005 Mattias wrócił do ojczyzny i podpisał kontrakt z klubem Djurgårdens IF. W tym samym roku sięgnął po dublet, ale już w 2006 sztokholmski zespół spisał się gorzej zajmując 6. lokatę w lidze. W 2011 roku zakończył karierę piłkarską.
| Sezon   | Klub            | Kraj    | Rozgrywki   | Mecze | Bramki |
| ------- | --------------- | ------- | ----------- | ----- | ------ |
| 1993    | Örebro SK       | Szwecja | Allsvenskan | 15    | 1      |
| 1994    | Örebro SK       | Szwecja | Allsvenskan | 26    | 14     |
| 1995    | Örebro SK       | Szwecja | Allsvenskan | 20    | 9      |
| 1996    | Helsingborgs IF | Szwecja | Allsvenskan | 21    | 3      |
| 1997    | Helsingborgs IF | Szwecja | Allsvenskan | 19    | 11     |
| 1998    | Helsingborgs IF | Szwecja | Allsvenskan | 20    | 4      |
| 1999    | Helsingborgs IF | Szwecja | Allsvenskan | 24    | 5      |
| 1999/00 | Brøndby IF      | Dania   | Superligaen | 15    | 2      |
| 2000/01 | Brøndby IF      | Dania   | Superligaen | 29    | 14     |
| 2001/02 | Brøndby IF      | Dania   | Superligaen | 30    | 7      |
| 2002/03 | Brøndby IF      | Dania   | Superligaen | 29    | 12     |
| 2003/04 | Brøndby IF      | Dania   | Superligaen | 26    | 6      |
| 2004/05 | Brøndby IF      | Dania   | Superligaen | 2     | 0      |
| 2004/05 | Norwich City    | Anglia  | Premiership | 28    | 0      |
| 2005    | Djurgårdens IF  | Szwecja | Allsvenskan | 10    | 4      |
| 2006    | Djurgårdens IF  | Szwecja | Allsvenskan | 21    | 6      |
| 2007    | Djurgårdens IF  | Szwecja | Allsvenskan | 16    | 5      |
| 2008    | Djurgårdens IF  | Szwecja | Allsvenskan | 13    | 2      |
| 2009    | Djurgårdens IF  | Szwecja | Allsvenskan | 8     | 1      |
| 2010    | Djurgårdens IF  | Szwecja | Allsvenskan | 14    | 2      |
| 2011    | Djurgårdens IF  | Szwecja | Allsvenskan | 22    | 2      |

## Kariera reprezentacyjna
W reprezentacji Szwecji Jonson zadebiutował 22 lutego 1996 w zremisowanym 1:1 meczu z Japonią. Swój pierwszy ważny turniej zaliczył w 2002, gdy znalazł się w kadrze na MŚ 2002. Tam zagrał w dwóch meczach jako rezerwowy: grupowym z Argentyną (1:1) oraz 1/8 finału z Senegalem (1:2 po dogrywce).
W 2004 Jonson wystąpił na Euro 2004. Wystąpił tam w dwóch grupowych meczach: zremisowanym 1:1 z Włochami oraz zremisowanym 2:2 z Danią (w 90. minucie zdobył wyrównującego gola). Mattias zagrał też przez 65 minut przegranego meczu ćwierćfinału z Holandią.
W 2006 Lars Lagerbäck powołał Jonsona na Mistrzostwa Świata w Niemczech. Mattias zagrał we wszystkich trzech meczach grupowych, a następnie w przegranym 0:2 meczu 1/8 finału z Niemcami. Po tym turnieju zakończył reprezentacyjną karierę. W kadrze Szwecji wystąpił w 59 meczach i strzelił 9 bramek.